# 床杜父魚
床杜父魚，為輻鰭魚綱鮋形目杜父魚亞目杜父魚科的其中一種。分布於西北太平洋區日本青森縣外海海域，屬底棲魚類，體長可達20公分。

## 扩展阅读
維基物種上的相關：床杜父魚